# 圣维戈尔迪蒙维尔
圣维戈尔迪蒙维尔（法語：Saint-Vigor-d'Ymonville，法語發音：[sɛ̃ viɡɔʁ dimɔ̃vil]）是法国滨海塞纳省的一个市镇，属于勒阿弗尔区。

## 地理
圣维戈尔迪蒙维尔（49°29'43"N, 0°21'39"E）面积29.43 平方千米，位于法国诺曼底大区滨海塞纳省，该省份为法国北部沿海省份，其西部及北部濒大西洋英吉利海峡，东起顺时针与索姆省、瓦兹省、厄尔省和卡爾瓦多斯省接壤。
与圣维戈尔迪蒙维尔接壤的市镇（或旧市镇、城区）包括：圣桑松德拉罗克、拉塞尔朗格、圣樊尚-克拉梅尼勒、桑杜维尔。

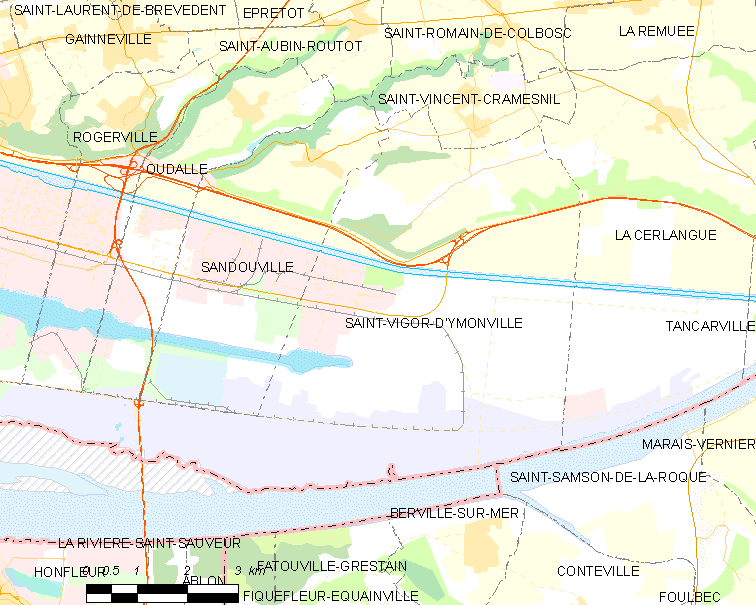
圣维戈尔迪蒙维尔的OSM定位图

圣维戈尔迪蒙维尔的时区为UTC+01:00、UTC+02:00（夏令时）。

## 行政
圣维戈尔迪蒙维尔的邮政编码为76430，INSEE市镇编码为76657。

## 政治
圣维戈尔迪蒙维尔所属的省级选区为圣罗曼-德科尔博斯克县。

## 人口

1962-2008年间圣维戈尔迪蒙维尔人口变化图示

圣维戈尔迪蒙维尔于2022年1月1日时的人口数量为1165人。